# Oncovirus
En oncovirus, oncogen virus, tumorvirus eller kræftvirus er en virus , der kan forårsage kræft. Det er både DNA-virus og RNA-virus, men langt de fleste virus, der angriber mennesker og dyr, forårsager ikke kræft. Der kendes omkring 12 oncovirus, der forårsager kræft i mennesker.
Nogle virus er oncovirus i mennesker, men ikke i nogle dyr, andre virus er oncovirus i nogle dyr, men ikke i mennesker. Nogle oncovirus har en lang latensperiode før de bliver oncogene eller tumorigene, dvs. bliver aktivt kræftfremkaldende. Det anslås at 15-20% af alle kræfttilfælde i mennesker skyldes en ud af syv oncovirus. Disse kræftformer kan let forebygges ved vaccination og behandles med mindre giftige antivirale stoffer.
Ved forsøg med kyllinger var de danske virusforskere Vilhelm Ellermann og Oluf Bang i 1908 de første der viste at kræft (her kyllinge-leukemi) kan overføres med et cellefrit filtrat fra det ene individ til det andet.

## DNA oncovirus
- Human papilloma virus (HPV, kønsvorter) er forbundet med livmoderhalskræft.
- Kaposis sarcoma associereret virus (KSHV eller HHV-8) er forbundet med Kaposis sarkom, en type hudkræft.
- Epstein-Barr virus (EBV eller HHV-4) er forbundet med fire typer af kræft
- Merkel celle polyomavirus – en polyoma virus – der er forbundet med udvikling af Merkel cell carcinoma
- Human cytomegalovirus (CMV eller HHV-5) er forbundet med mucoepidermoid karcinom og eventuelt andre cancerformer.

## RNA oncovirus
- Hepatitis C virus
- Human T-lymphotropic virus (HTLV-1)
- Rous sarkom virus (RSV)